# Système éducatif à Rodrigues
L’île Rodrigues comptait en 2006 31 écoles pré-primaires, 15 écoles primaires, 7 collèges, 5 écoles pré-vocationnelles et 1 centre de formation, scolarisant quelque 9 700 étudiants.
Les établissements pré-primaires, plus connus comme écoles maternelles dans l’île, sont majoritairement privés. Seules quelques écoles primaires ont une unité pré-primaire. Quelque 63 enseignants s’occupent de 1 206 enfants, soit un ratio de 19 écoliers par enseignant. 
Le secteur primaire compte des établissements de l’état et du privé. Ces derniers sont confessionnels et sont gérés par le Roman Catholic Education Authority (RCEA), organe éducatif du Vicariat apostolique de Rodrigues. Les écoles et leur situation géographique sont résumées dans le tableau suivant :
| École gouvernementale            | Localité                | École confessionnelle            | Localité      |
| -------------------------------- | ----------------------- | -------------------------------- | ------------- |
| Batatran Government School (G.S) | Batatran                | Don Bosco                        | Petit Gabriel |
| Port Sud Est G.S                 | Port Sud Est            | Notre Dame de Lourdes            | Brûlée        |
| Grand La Fourche Corail G.S      | Grand La Fourche Corail | Saint Esprit                     | La Ferme      |
| Mangues G.S                      | Mangues                 | Sainte Famille                   | Lataniers     |
| Basil Allas G.S                  | Port Mathurin           | Sainte Thérèse de L’Enfant Jésus | Rivière Coco  |
| Roche Bon Dieu G.S               | Roche Bon Dieu          |                                  |               |
| Terre Rouge G.S                  | Terre Rouge             | Araucaria Community School       | Araucaria     |
| Oyster Bay G.S                   | Baie aux Huîtres        |                                  |               |

La fin du cycle primaire est sanctionnée par l’examen de fin de cycle Certificate of Primary Education (CPE). C’est l’équivalent du cours moyen 2 du système éducatif français. Chaque année un peu plus de 1000 élèves participent à ces examens et l’île a enregistré ces dernières années un taux de réussite de 53 à 56 %. Ce taux est inférieur à la moyenne nationale. 
L’éducation secondaire est aussi assurée par le privé. Des six collèges que compte l’île, seul le Collège de Rodrigues est géré par les églises anglicane et catholique. Les collèges Citron Donis, Grande Montagne, Le Chou, Maréchal et Mont Lubin sont sous tutelle d’une compagnie semi-étatique, le Rodrigues Educational Development Company, (REDCO). Le premier et dernier nommés sont les derniers à être entrés en opération en 2003. Quelque 3 500 collégiens fréquentent ces établissements. En 2006, seuls les collèges de Rodrigues et Citron Donis offraient la possibilité d’étudier jusqu’en forme six (équivalent du baccalauréat). Cette situation sera appelée à changer à partir de 2007 avec la réforme de l’éducation nationale de la République.
Au niveau pré-vocationnel cinq écoles accueillent 330 écoliers en moyenne. Ces établissements sont rattachés aux collèges précédemment cités.
Enfin, le centre de formation vocationnel situé à Le Choux, au centre de l’île offre des formations aux jeunes ayant terminé leurs études secondaires. 

## Gestion des établissements
Le contenu du cursus scolaire ainsi que le calendrier de travail et décisions politiques ayant trait à l’éducation sont décidés à l'île Maurice. La Commission de l’Education de l’Assemblée Régionale de Rodrigues (ARR) est responsable de l’administration de l’éducation dans l’île. Le REDCO est administré par un conseil d’administration dont le président est nommé par l’ARR. La Commission de l’Education gère le budget alloué par le gouvernement central et décide des priorités en termes de construction et amélioration des institutions scolaires sauf pour les établissements confessionnels et pré-primaires privés.

## Le système éducatif
Le système éducatif rodriguais est le même que celui en vigueur à Maurice. Il y a trois cycles, le primaire, le secondaire et le tertiaire. En 2006 il n’y avait pas d’établissement d’éducation tertiaire dans l’île. Le cycle primaire dure six années et est sanctionné par les examens menant à un certificat de cycle primaire. Véritable passeport pour avoir accès au cycle secondaire, la CPE est la cause de beaucoup de stress pour les écoliers, enseignants et parents. Le nombre de places au collège de Rodrigues étant limité, il y a une féroce compétition pour y avoir accès. 
Le cycle du secondaire dure sept ans. Après cinq années d’études, les collégiens prennent part à un examen de mi-parcours, très important, qui est le School Certificate (SC). Les épreuves sont préparées et corrigées par le Cambridge International Examination, branche de l’Université de Cambridge en Angleterre. La réussite à ces examens est requise pour pouvoir poursuivre les deux années d’études restantes menant au Higher School Certificate (HSC), équivalent du baccalauréat. Une première reforme du système vit la création de Form Six Colleges, des sortes de lycées où sont regroupés les étudiants venant d’une région géographique pour l’enseignement des deux dernières années scolaires. Cette formule vit la création du Citron Donis Form Six College. Avec le changement de gouvernement à Maurice, une contre-réforme s’est engagée avec le rétablissement de l’ancien système. Le collège de Rodrigues ne s’était pas lancé dans cette aventure. Pour la rentrée 2007, rien n’est encore clair quant à l’avenir du collège de Citron Donis.

## La scolarité et les taux de réussite
La scolarité est obligatoire pour tous les jeunes jusque l’âge de quinze ans. Le taux de scolarité aurait atteint les 100 % selon les chiffres de la Commission de l’Education. Le tableau suivant démontre l’évolution dans les différents cycles de 2002 à 2005.
|     | 2002  | 2003  | 2004  | 2005  |
| --- | ----- | ----- | ----- | ----- |
|     | %     | %     | %     | %     |
| CPE | 55,10 | 52,30 | 52,80 | 55,89 |
| SC  | 59,80 | 58,80 | 62,00 | 61,34 |
| HSC | 58,80 | 55,80 | 53,90 | 79,20 |

Depuis 2004 le projet Zone d’Education Prioritaire (ZEP) a été mis en œuvre à l’école Ste-Thérèse RCA où les enfants reçoivent au quotidien un repas équilibré. Cela aide à augmenter la présence des élèves en classe et ainsi à améliorer les résultats de 26 à 56,6 % 